# 確実性の問題
確実性の問題(かくじつせいのもんだい、英: On Certainty、独: Über Gewißheit)はルートヴィヒ・ヴィトゲンシュタインが死の直前に書いた覚え書きから編纂された哲学書。いくつかの覚え書きは本書の編者であるエリザベス・アンスコムの自宅にあったものである。  
本書で取り扱われているのは概して認識論的な問題で、主題は、人が活動することが可能であるために(つまり「疑うこと」も実際に能くするために)疑われることを免除されていなければならないものが存在するということである。本書は端緒としてジョージ・エドワード・ムーアの「ここに手がある」の問題を取り上げ、知識において知っている主張の場所を考察する。  
もう一つの重要な点は、全ての疑いはその根底にある信念にはめ込まれており、もっとも根本的な形式の疑いは、それ自体を表現する体系が矛盾をきたすために拒絶されるというヴィトゲンシュタインの主張である。ヴィトゲンシュタインは様々な形式の哲学的懐疑主義に対する新たな論駁を与えた。本書は彼が没する前の二年間に書いた覚え書きから編纂され、没後1969年に発表された。

## 議論
ムーアが「ここに手がある」の例について語るときや懐疑論者の場合にヴィトゲンシュタインは注目して、彼らが「知っている」「疑う」というとき、それらは通常の用法とは違った使い方がなされているとヴィトゲンシュタインは指摘している。つまり、人が「知っている」と言うときは、通常は知っていることの根拠を示す用意があるときだが、ムーアが「ここに手がある」と言う場合は、誰もが知っていて根拠が必要だと考えられないことに関して「知っている」と言っている。

## 日本語訳
「確実性の問題」黒田亘訳、『ウィトゲンシュタイン全集9』大修館書店、1975年